# Манчано
Манча̀но (на италиански: Manciano) е градче и община в централна Италия, провинция Гросето, регион Тоскана. Разположено е на 444 m надморска височина. Населението на общината е 7361 души (към 2013 г.).